# Каїка грифовий
Ка́їка грифовий (Pyrilia vulturina) — вид папугоподібних птахів родини папугових (Psittacidae). Ендемік Бразилії.

## Опис
Довжина птаха становить 23—24 см забарвлення переважно зелене, нижня частина тіла має синюватий відтінок. Груди оливково-коричневі, нижні покривні пера крил яскраво-червоні, на плечах червоні плями. Махові пера чорні, кінчик хвоста синій. Голова чорнувата і оранжево-рожевувата, пір'я на ній відсутні. На шиї жовтий «комір», за яким іде чорний «комір». У молодих птахів голова покрита зеленуватим пір'ям.

## Поширення і екологія
Грифові каїки мешкають в Бразильській Амазонії на південь від Амазонки, на схід від Мадейри. Вони живуть в амазонській сельві і варзейських лісах (тропічних лісах у заплавах Амазонки і її приток). Зустрічаються невеликими зграйками по 6—12, на висоті до 690 м над рівнем моря. Живляться соковитими плодами, насінням і ягодами.